# Ali Kaya
Pour les articles homonymes, voir Kiprotich.
Ali Kaya (né Stanley Kiprotich Mukche, le 20 avril 1994 à Eldoret au Kenya) est un athlète kényan, naturalisé turc en 2013, spécialiste du fond.

## Biographie
Il s'installe en Turquie en 2010.
Il bat le record national junior du 5 000 m en 13 min 33 s 69 à Bilbao le 21 juin 2013 et remporte le titre du 10 000 m, avec un tour d'avance sur tous ses concurrents, lors des Championnats d'Europe juniors à Rieti le 18 juillet 2013. Deux jours après, il remporte le 5 000 m des mêmes championnats avec une avance comparable sur le frère jumeau de son second sur 10 000 m.
Le 14 décembre 2014, Ali Kaya termine deuxième du Championnat d'Europe de cross-country à Samokov, en Bulgarie.
Le 2 mai 2015 à Mersin, il bat le record de Turquie du 10 000 m en 27 min 24 s 9 lors des championnats nationaux. Le 13 décembre, il remporte le Championnat d'Europe de cross-country disputé à Hyères, en France.

## Palmarès
| Date | Compétition                       | Lieu           | Résultat | Épreuve    | Temps          |
| ---- | --------------------------------- | -------------- | -------- | ---------- | -------------- |
| 2013 | Championnats d'Europe juniors     | Rieti          | 1er      | 5 000 m    | 13 min 49 s 76 |
| 2013 | Championnats d'Europe juniors     | Rieti          | 1er      | 10 000 m   | 28 min 31 s 16 |
| 2013 | Championnats d'Europe de cross    | Belgrade       | 1er      | Juniors    | 17 min 49 s    |
| 2014 | Championnats d'Europe             | Zurich         | 3e       | 10 000 m   | 28 min 08 s 72 |
| 2014 | Coupe continentale                | Marrakech      | 5e       | 5 000 m    | 13 min 42 s 45 |
| 2014 | Championnats d'Europe de cross    | Samokov        | 2e       | Individuel | 32 min 19 s    |
| 2015 | Championnats d'Europe en salle    | Prague         | 1er      | 3 000 m    | 7 min 38 s 42  |
| 2015 | Championnats d'Europe espoirs     | Tallinn        | 1er      | 5 000 m    | 13 min 20 s 16 |
| 2015 | Championnats d'Europe espoirs     | Tallinn        | 1er      | 10 000 m   | 27 min 53 s 58 |
| 2015 | Championnats du monde             | Pékin          | 9e       | 5 000 m    | 13 min 56 s 51 |
| 2015 | Championnats du monde             | Pékin          | 7e       | 10 000 m   | 27 min 43 s 69 |
| 2015 | Championnats d'Europe de cross    | Hyères         | 1er      | Individuel | 29 min 20 s    |
| 2016 | Championnats d'Europe             | Amsterdam      | 2e       | 10 000 m   | 28 min 21 s 42 |
| 2016 | Jeux olympiques                   | Rio de Janeiro | finale   | 10 000 m   | DNF            |
| 2017 | Championnats d'Europe en salle    | Belgrade       | 9e       | 3 000 m    | 8 min 08 s 92  |
| 2017 | Championnats d'Europe par équipes | Vaasa          | 2e       | 3 000 m    | 7 min 59 s 54  |
| 2017 | Championnats d'Europe par équipes | Vaasa          | 1er      | 5 000 m    | 13 min 36 s 75 |

## Records
| Épreuve   | Épreuve      | Performance            | Lieu   | Date            |
| --------- | ------------ | ---------------------- | ------ | --------------- |
| Plein air | 3 000 m      | 7 min 38 s 65 (NR)     | Monaco | 17 juillet 2015 |
| Plein air | 5 000 m      | 13 min 0 s 31          | Rome   | 4 juin 2015     |
| Plein air | 10 000 m     | 27 min 24 s 09         | Mersin | 2 mai 2015      |
| Salle     | 3 000 mètres | 7 min 38 s 42 (CR, NR) | Prague | 7 mars 2015     |